# Indywidualne Mistrzostwa Polski w Zapasach 1962

## Mistrzostwa Polski w Zapasach1962

### Mężczyźni
- styl wolny

15. Mistrzostwa Polski – x – x 1962, Warszawa
- styl klasyczny

32. Mistrzostwa Polski – x – x 1962, Poznań

## Medaliści

### Mężczyźni

#### Styl wolny
| Kategoria:  | Złoto:                                    | Srebro:                                   | Brąz:                                  |
| 52 kg       | Leonard Świderski Sulimirczyk Sulmierzyce | Jan Malec Garbarnia Kraków                | Zawadzki Bieżanowianka Kraków          |
| 57 kg       | Lesław Kropp Boruta Zgierz                | Andrzej Kowalski Skra Warszawa            | Jerzy Bratus Drukarz Warszawa          |
| 63 kg       | Jan Żurawski Gwardia Warszawa             | Stefan Pawłowski Gwardia Warszawa         | Zdzisław Krzysztofek Lotnik Wrocław    |
| 70 kg       | Jan Kuczyński Spójnia Gdańsk              | Władysław Suwała Lotnik Wrocław           | Stefan Radziński Lech Poznań           |
| 78 kg       | Mirosław Żywczyk Gwardia Warszawa         | Marek Grob Drukarz Warszawa               | Lech Pauliński Sulimirczyk Sulmierzyce |
| 87 kg       | Bronisław Trzcionkowski Lotnik Wrocław    | Bolesław Sidorowicz Skra Warszawa         | Jan Szubert Budowlani Łódź             |
| 97 kg       | Czesław Walicht Lech Poznań               | Bogdan Bartkowiak Sulimirczyk Sulmierzyce | Starosta Sulimirczyk Sulmierzyce       |
| ponad 97 kg | Tadeusz Łąpieś ŁKS Łódź                   | Józef Pacuk Gwardia Warszawa              | Józef Gicała Lotnik Wrocław            |

#### Styl klasyczny
| Kategoria:  | Złoto:                               | Srebro:                                  | Brąz:                                |
| 52 kg       | Stefan Hajduk Gwardia Warszawa       | Roman Kochański Flota Gdynia             | Jerzy Sędzicki Energetyk Poznań      |
| 57 kg       | Marian Sadowski Włókniarz Boguszów   | Brunon Broja Pogoń Ruda Śląska           | Jerzy Rubin Spójnia Gdańsk           |
| 62 kg       | Kazimierz Macioch Gwardia Warszawa   | Zbigniew Wróblewski Rzemieślnik Warszawa | Tadeusz Malinowski Siła Mysłowice    |
| 67 kg       | Jan Adamaszek Siła Mysłowice         | Witold Wójcik Rzemieślnik Warszawa       | Franciszek Odorski Pafawag Wrocław   |
| 73 kg       | Arnold Dragan Spójnia Poznań         | Henryk Przygoda Siła Mysłowice           | Stanisław Trojnar Flota Gdynia       |
| 79 kg       | Włodzimierz Smoliński Legia Warszawa | Henryk Borecki Spójnia Gdańsk            | Jan Włodarczyk Unia Swarzędz         |
| 87 kg       | Lucjan Sosnowski Legia Warszawa      | Jan Pluta Unia Swarzędz                  | Andrzej Cieśla Wisłoka Stomil Dębica |
| ponad 87 kg | Bogdan Broda Energetyk Poznań        | Marian Misiorny Flota Gdynia             | Zdzisław Hyra AKS Chorzów            |